# Batalla de Zonchio
La batalla naval de Zonchio (también conocida como la batalla de Sapienza o de la primera batalla de Lepanto) se llevó a cabo en cuatro días: 12, 20, 22 y 25 de agosto de 1499. Se trata de una parte de la guerra turco-veneciana de 1499-1503. También es un ejemplo temprano de una batalla naval en la que el cañón desempeñó un papel importante.

## Trasfondo
En enero de 1499, Kemal Reis zarpó de Estambul con una fuerza de 10 galeras y 4 de otros tipos de buques, y en julio de 1499 se reunió con la enorme flota otomana, que fue enviado a él por el cabo Zonchio y se hizo cargo de su comando con el fin de librar una guerra a gran escala contra la República de Venecia. La flota otomana se componía de 67 galeras, 20 galeotes y alrededor de 200 embarcaciones pequeñas.

## Batalla
En agosto de 1499, Kemal Reis derrotó a la flota veneciana bajo el mando de Antonio Grimani. Fue la primera batalla naval en la historia con cañones utilizados en los barcos, y se llevó a cabo en cuatro días: el 12 de agosto, el 20, el 22 y el 25. Después de alcanzar el mar Jónico con la gran flota otomana, Kemal Reis encontró a la flota veneciana de 47 galeras, 17 galeotes y alrededor de 100 pequeños barcos bajo el mando de Antonio Grimani cerca del cabo Zonchio, y obtuvo una importante victoria. Durante la batalla, Kemal Reis hundió la galera de Andrea Loredan, un miembro de la influyente familia Loredan de Venecia. 

## Posterioridad
Antonio Grimani fue atrapado el 29 de septiembre, pero fue liberado. Grimani más tarde se convirtió en el Dux veneciano en 1521. El sultán otomano Beyazid II dotó a Kemal Reis de las 10 galeras venecianas capturadas, que estacionó su flota en la isla de Cefalonia, entre octubre y diciembre de 1499.